# Bill Granger (écrivain)
Pour les articles homonymes, voir Granger.
Ne doit pas être confondu avec Bill Granger.
Bill Granger, né William F. Granger le 1er juin 1941 à Wisconsin Rapids, dans le Wisconsin, et mort le 22 avril 2012 à Manteno, dans l'Illinois, est un journaliste et un écrivain américain, auteur de roman policier. Il a utilisé au cours de sa carrière les pseudonymes de Joe Gash et Bill Griffith.

## Biographie
Il naît à Wisconsin Rapids, mais grandit à Chicago. Il fréquente l’université DePaul et obtient un Bachelor's degree en anglais en 1963. Pendant ses études, il travaille pour le The Washington Post. Après son diplôme, il s’engage et sert dans l’United States Army jusqu’en 1965.
Il devient journaliste pour le bureau de l’United Press International à Chicago, puis pour le Chicago Tribune et, enfin, pour son rival le Chicago Sun-Times. En 1971, il couvre le conflit nord-irlandais pour différents quotidiens avant de revenir au Chicago Sun-Times. Il termine sa carrière au Daily Herald, un journal publié dans la grande banlieue de Chicago.
En 1979, il commence une carrière de romancier et fait paraître le thriller intitulé The November Man, premier volume d’une série de romans consacrée aux aventures de Peter Deveraux, un ancien agent de la CIA. En 2014, Roger Donaldson réalise le film The November Man d’après le roman There are No Spies, avec Pierce Brosnan dans le rôle principal.
Il s’inspire également de son expérience de journaliste pour signer plusieurs romans au cours des années 1980 et 1990. Il signe notamment une trilogie consacré au journaliste de Chicago Jimmy Drover et remporte le Prix Edgar-Allan-Poe de la meilleure parution en livre de poche en 1981 avec Public Murders, une enquête des détectives Flynn et Kovac. Certains de ces romans sont publiés sous les noms de plumes de Joe Gash et Bill Griffith.
Malade, il cesse l’écriture en 2000 et se retire. Il décède en 2012 à l’âge de 70 ans à Manteno dans le comté de Kankakee dans l’Illinois.

## Œuvre

### Sous le nom de Bill Granger

#### Romans

##### SérieThe November Man
- The November Man (1979) Publié en français sous le titre Un nommé Novembre, traduction de Agnès Gattegno, Paris, Stock, 1985, réédition, Paris, Le Livre de poche no 7552, 1990.
- Schism (1982) Publié en français sous le titre Boomerang, traduction de Agnès Gattegno, Paris, Stock, 1985.
- The Shattered Eye (1982)
- The British Cross (1983) Publié en français sous le titre La Nuit finlandaise, traduction de Agnès Gattegno, Paris, Stock, 1986.
- The Zurich Numbers (1984) Publié en français sous le titre Le Contrat de Zurich, traduction de Agnès Gattegno, Paris, Stock, 1987.
- Hemingway's Notebook (1986) Publié en français sous le titre Novembre aux Caraïbes, traduction de Agnès Gattegno, Paris, Stock, 1988.
- There are No Spies (1986)
- The Infant of Prague (1987) Publié en français sous le titre L’Enfant de Prague, traduction de Sacha Reins, Paris, Stock, 1989.
- Henry McGee Is Not Dead (1988)
- Man Who Heard Too Much (1989)
- League of Terror (1990)
- The Last Good German (1991)
- Burning the Apostle (1993)

##### SérieDrover
- Drover (1991)
- Drover and the Zebras (1992)
- Drover and the Designated Hitter (1994)

#### Autres romans
- Sweeps (1980)
- Public Murders (1980) Publié en français sous le pseudonyme de Joe Gash sous le titre Classé X, traduction de René Baldy, Paris, Presses de la Cité, coll. « Haute tension », 1984.
- Queen's Crossing (1982)
- The El Murders (1987)

### Sous le pseudonyme de Bill Griffith
- Time for Frankie Coolin (1982)

### Sous le pseudonyme de Joe Gash
- Priestly Murders (1984) Publié en français sous le titre Meurtre au Confessionnal, traduction de Philippe Sabathe, Paris, Presses de la Cité, coll. « Haute Tension », 1985.
- Newspaper Murders (1985) Publié en français sous le titre Meurtre à la une, traduction de Hubert Tézénas, Paris, Presses de la Cité, coll. « Danger Haute tension », 1986.

## Filmographie

### Adaptation au cinéma
- 2014 : The November Man, film américain réalisé par Roger Donaldson d’après le roman There are No Spies, avec Pierce Brosnan, Luke Bracey, Olga Kurylenko et Bill Smitrovich.

## Prix et distinctions
- Prix Edgar-Allan-Poe 1981 de la meilleure parution en livre de poche pour Public Murders.

## Source
- James A. Kaser, The Chicago of Fiction : A Resource Guide, Plymouth, Scarecrow Press, 2011, 659 p. (ISBN 978-0-8108-7724-5, présentation en ligne), p. 443